# 철 결합 단백질

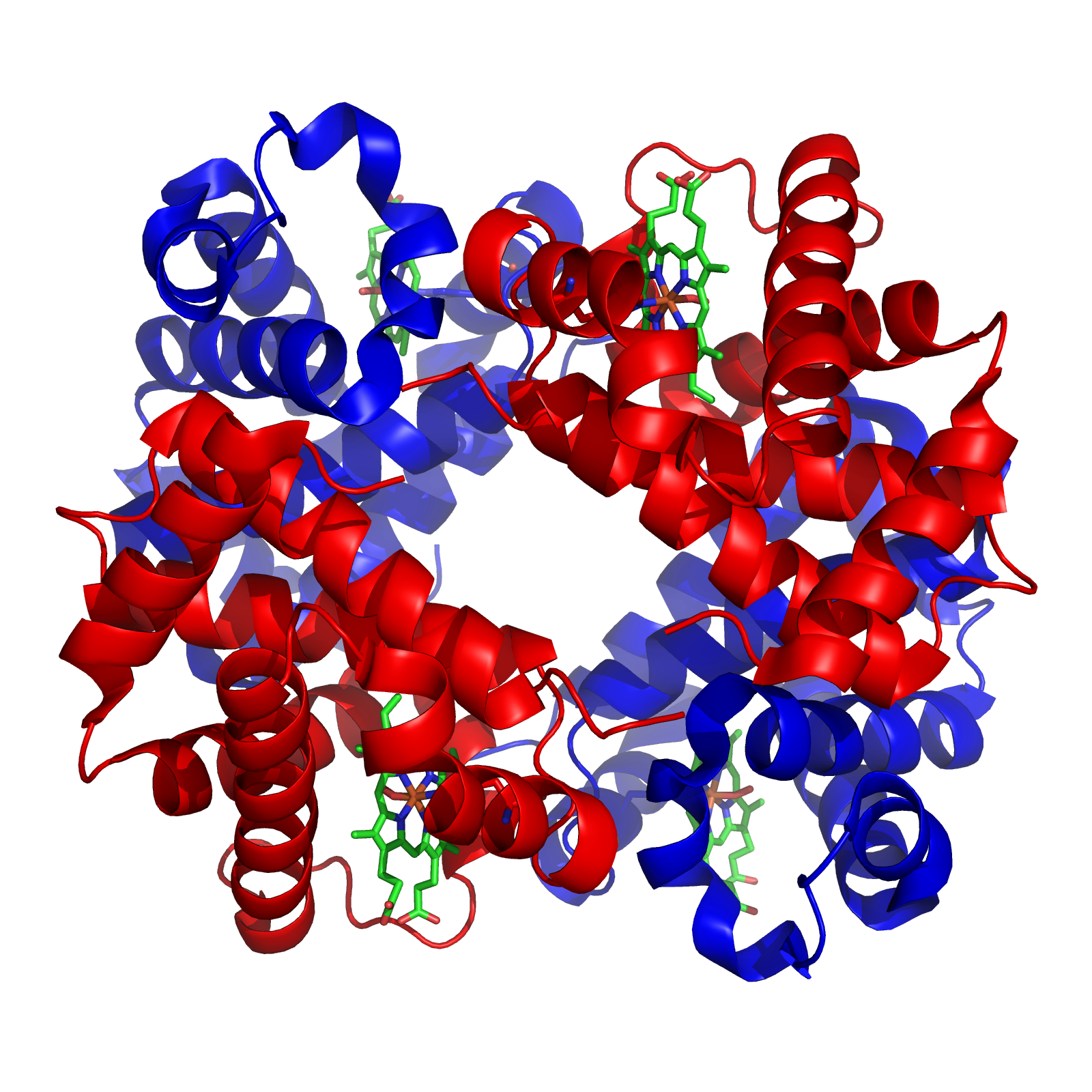
철 결합 단백질의 일종인 사람 헤모글로빈의 구조

철 결합 단백질(鐵結合蛋白質, 영어: iron-binding protein)은 철 대사와 면역 반응에 중요한 운반체 단백질 및 금속단백질이다. 철은 생명에 필요하다.
철 의존성 효소는 다양한 생화학적 반응을 촉매하며 활성 부위의 구조에 따라 비헴 일철, 비헴 이철, 헴 중심의 3가지 광범위한 부류로 나눌 수 있다. 철 의존성 효소의 잘 알려진 패밀리에는 산소(O2)로부터 하나 또는 두 원자에 하이드록실기의 첨가를 촉진하는 산소화효소가 포함된다. 주목할만한 효소에는 트립토판 이산소화효소, 페레독신, 2-옥소글루타르산 이산소화효소가 포함된다.

## 헴단백질

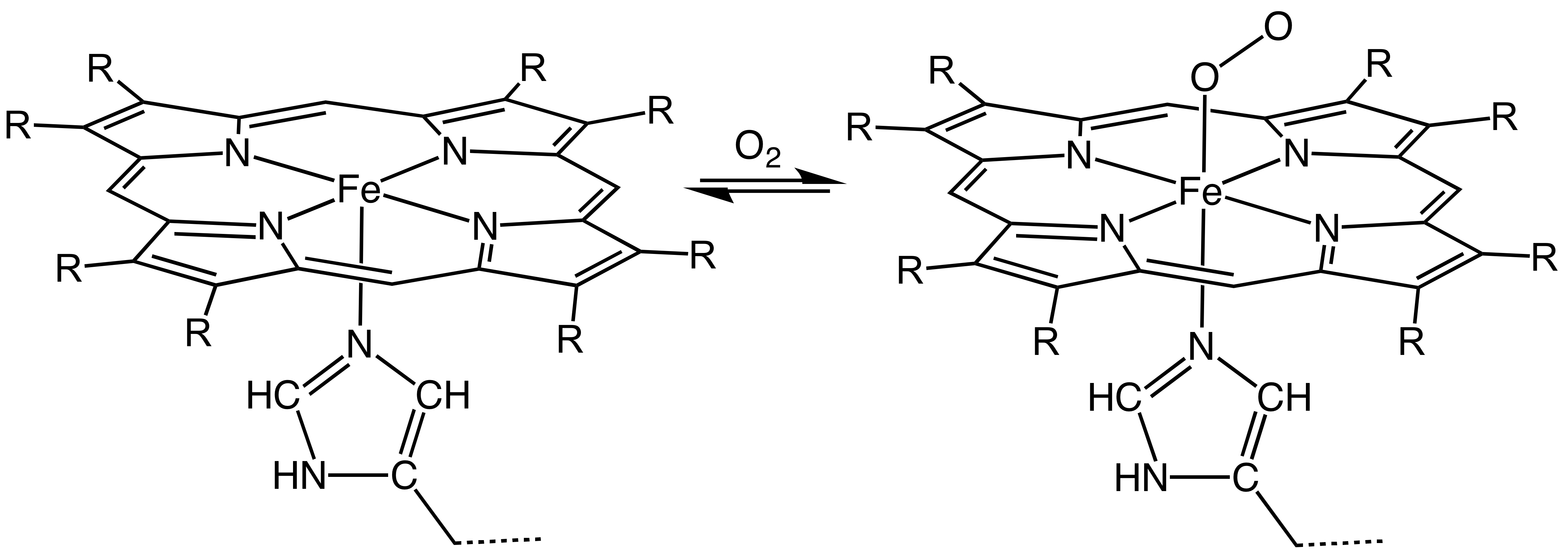
헴기는 포르피린 고리에 있는 4개의 적도 리간드를 사용하며, 두 개의 축 리간드는 히스티딘 곁사슬과 산소 분자이다.

헴단백질은 보결분자단으로 헴을 가지고 있는 단백질이다. 헴기는 철 이온과 배위 결합된 포르피린 고리로 구성된다. 포르피린 고리에 있는 4개의 질소 원자는 중앙에 있는 철의 리간드 역할을 한다. 많은 경우에 적도 포르피린은 1개 또는 2개의 축 리간드에 의해 보완된다. 이에 대한 예는 헤모글로빈에 있는데 여기서 포르피린은 히스티딘 곁사슬 및 결합된 산소 분자(O2)와 함께 작용하여 팔면체 복합체를 형성한다.

### 헤모글로빈

산소 결합시 헤모글로빈이 겪는 입체구조적 변화의 시각적인 묘사

헤모글로빈은 거의 모든 척추동물에서 발견되는 산소 운반 단백질이다. 헤모글로빈 A는 성인에게서 발견되는 주요 유형이다. 헤모글로빈은 2개의 α 소단위체와 2개의 β 소단위체로 구성된 사량체이다. 4개의 단량체 단위 각각은 포르피린 고리의 4개의 질소 원자 사이에 철 양이온이 결합된 헴 보결분자단을 가지고 있다. 히스티딘과 함께 아포 형태에는 철 원자를 둘러싸는 5개의 리간드가 있다. 산소는 빈 여섯 번째 위치에 결합하여 홀로 형태의 팔면체 복합체를 형성한다. 산소 결합은 각 소단위체에 대해 완전히 협력적이다. 이는 첫 번째 산소가 4개의 헴기 중 하나에 결합하면 단백질은 다른 3개의 소단위체의 산소 친화력을 급격히 증가시키는 극적인 입체구조적 변화를 겪기 때문이다.
헤모글로빈은 pH, 구조, CO2 분압에 따라 다양한 친화력을 갖는다. 태아 헤모글로빈은 2개의 β 소단위체 대신 2개의 γ 소단위체를 가지는 변종이다. 태아 헤모글로빈은 아기가 몇 달이 될 때까지 지배적인 형태이며, 임신 중에 공급되는 산모 혈액의 낮은 산소압을 보상하기 위해 더 큰 산소 친화력을 가지고 있다. 헤모글로빈은 낮은 pH에서 산소 친화력이 더 낮다. 이는 산소와 결합한 헤모글로빈이 몸 전체의 세포로 운반됨에 따라 신속한 해리를 가능하게 한다. 호흡 세포에서 CO2 생성과 탄산의 물에 녹은 형태로 인해 산소화 헤모글로빈은 세포에 필요한 산소를 전달하기 위해 해리된다. 헤모글로빈에 대한 결합 친화력은 산소보다 일산화 탄소가 250배 더 크다. 이로 인해 일산화 탄소 중독시 헤모글로빈은 더 이상 조직 세포에 산소를 운반할 수 없게 된다.

### 사이토크롬
사이토크롬은 단일 전자 수송체, 특히 산화적 인산화 및 광합성에서 전자 셔틀 역할을 하는 헴 함유 효소이다. 잘 연구된 사이토크롬의 유형으로는 사이토크롬 a~c, 사이토크롬 산화효소, 사이토크롬 P450이 있다. 이들 단백질은 제일철(Fe2+)과 제이철(Fe3+) 사이에서 헴 철 원자의 산화 상태를 전환함으로써 전자 셔틀 역할을 한다. 다양한 사이토크롬은 다른 산화환원 활성 분자와 결합하여 전자 전달 과정에서 에너지 결합 효율을 높이는 표준 환원 전위의 기울기를 형성한다.

## 철-황 단백질
철-황 단백질은 황을 포함하는 철 구조를 가지고 있는 단백질이다. 철과 황이 단백질을 취할 수 있는 형태는 다양하지만 가장 일반적인 형태는 [2Fe-2S]와 [4Fe-4S]이다. 클러스터는 종종 단백질 사슬의 시스테인 잔기와 연관된다.

## 비헴 철 단백질

### 트랜스페린

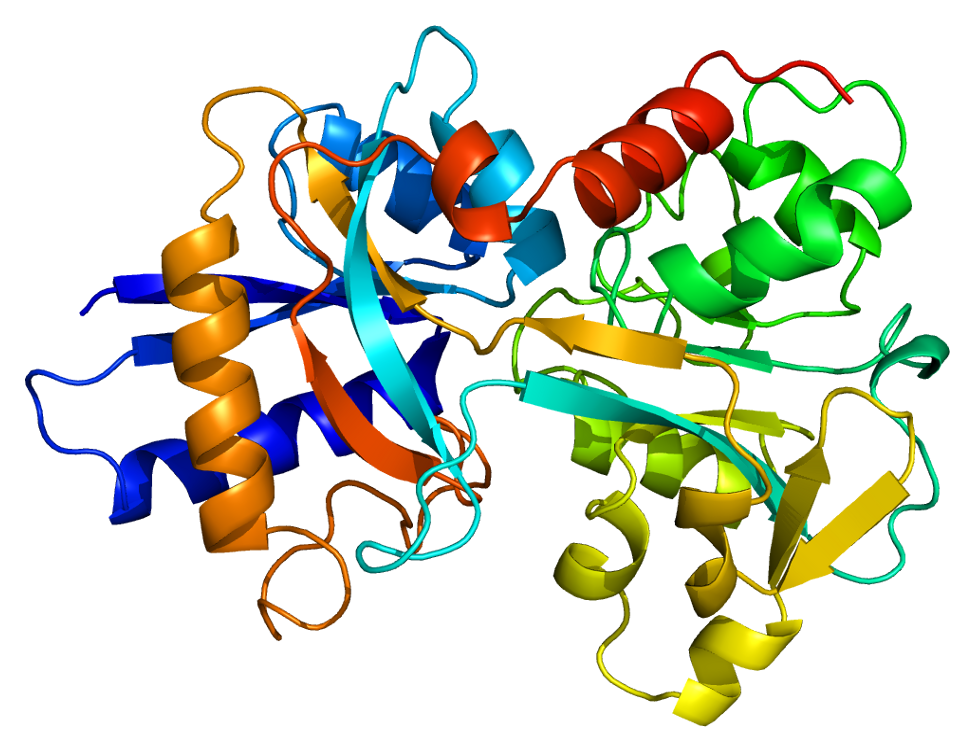
사람의 혈철 트랜스페린의 구조

트랜스페린은 사람의 혈장에서 발견되며 비헴 철을 운반하고 유입하는 데 사용된다. 트랜스페린은 세포 외 공간에서 자유롭게 이동한다. 세포가 철분을 필요로 할 때 트랜스페린 수용체에 의해 세포질로 운반된다. 트랜스페린은 음이온(보통 탄산염)과 함께 두 개의 Fe(III)과 결합할 수 있다. 철을 방출하기 위해 탄산염 음이온이 양성자화된다. 이는 탄산염과 단백질의 상호작용을 변화시켜 입체구조를 변화시키고 Fe(III)가 전달되도록 한다.
트랜스페린의 분자량은 약 80 kDa이다. 트랜스페린은 당단백질이며, 이는 아미노산 사슬에 당이 부착되어 있음을 의미한다.

### 락토페린
락토페린은 트랜스페린 패밀리의 구성원이며, 눈물, 젖, 침과 같은 포유류의 외분비물에서 발견되는 주요 단백질이다. 이는 약 700개의 잔기로 구성되며 주로 사량체로 존재하며, 단량체:사량체 비율은 10 μM 단백질 농도에서 1:4이다. 3차 구조는 N 로브 및 C 로브라고 불리는 두 개의 로브로 구성되며, 각 로브에는 철 결합 포켓이 하나씩 있다. 각 포켓에는 4개의 아미노산(2개의 티로신, 1개의 히스티딘, 1개의 아스파르트산)이 포함되어 있으며, 2개의 탄산염 또는 중탄산염 음이온과 함께 철 양이온 주위에 6개의 배위를 형성한다. 락토페린의 철에 대한 친화력을 트랜스페린보다 300배 더 크게 만드는 것은 바로 이 특별한 조합이다.

대장균의 사이드로포어(오른쪽) 상의 철에 대해 경쟁적으로 결합하는 락토페린(왼쪽)에 대한 묘사

락토페린은 상당한 항균 특성을 가지고 있다. 사람의 초유(임신 말기에 생성되는 젖의 종류)에서 150 ng/mL의 최고 농도로 발견되며 새로 태어나는 아기에게 필요한 면역 지원을 제공한다. 락토페린은 높은 철 친화력과 병원성 미생물로부터 유리 철 원자를 격리하는 능력 때문에 단지 정균제일 뿐이라고 널리 알려져 있다. 그러나 현재 중 주요 항균 추진력은 철 결합 주머니와 N 로브에 위치한 특정 펩타이드인 락토페리신의 살균 특성에 있다는 것이 알려져 있다. 락토페린은 세균의 지질다당류(LPS) 층에 결합할 수 있으며 홀로 형태의 철 원자는 지질다당류를 산화시켜 외막을 용해시키는 동시에 독성을 지닌 과산화 수소를 생성한다. 또한 트립신에 의해 락토페린이 절단되면 H+-ATPase에 결합하는 펩타이드인 락토페리신이 생성되어 양성자의 자리옮김을 방해하고 궁극적으로 세포를 죽인다.

### 페리틴

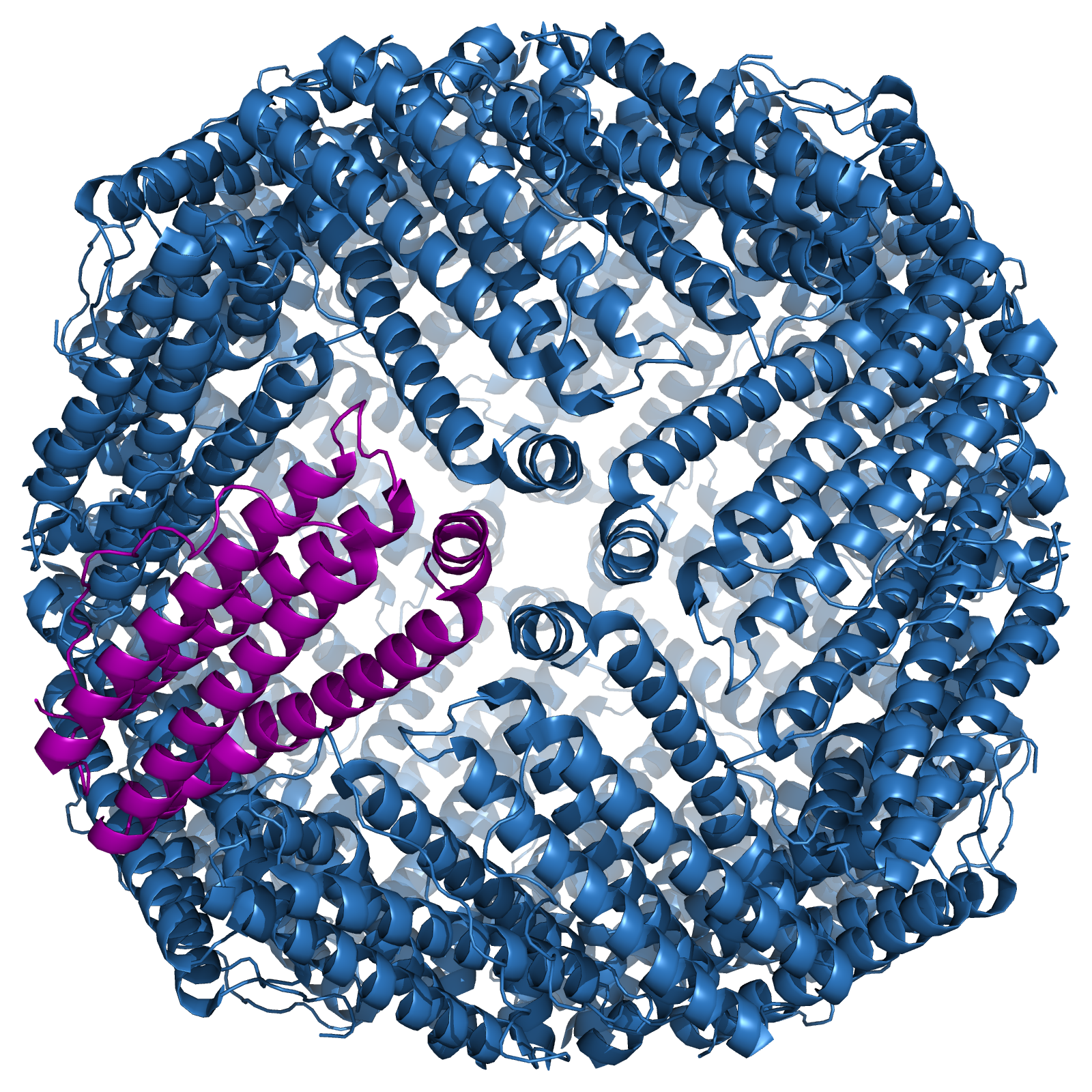
완전히 조립된 페리틴의 단백질 구조. 단일 소단위체는 보라색으로 표시되어 있다.

페리틴은 개별 세포의 철 저장소이다. 이는 모든 세포 유형에서 발견되며 세포질에 국한된다. 페리틴은 철 원자로 가득 찬 코어를 둘러싸고 있는 24개의 소단위체로 구성된 거대 단백질이다. 페리틴은 0~4500개의 철 원자를 담을 수 있으며, 이는 세포의 요구에 대한 철의 저장소로 사용될 수 있다. 철분은 과잉 상태가 되면 저장되었다가 다시 필요할 때 회수된다. 소단위체는 H(무거운(heavy) 또는 심장(heart))과 L(가벼운(light) 또는 간(liver))의 혼합물이다. 소단위체는 70~80 Å 너비의 클러스터를 형성하며 철 페리하이드라이트로 채워져 있다.
페리틴은 생물의 모든 역에서 고도로 보존된 단백질이다. 말과 사람의 소단위체가 함께 모여 기능성 단백질을 만들 수 있을 정도로 보존되어 있다. 각 소단위체는 5개의 α 나선으로 구성된다.
페리틴은 사람의 낮은 철분 수치를 진단하는 데 사용된다. 이는 빈혈 진단에 도움이 되는 생체 이용 가능한 철분의 수준을 나타내는 데 사용될 수 있다. 남성의 경우 일반적인 범위는 18~270 ng/mL이고 여성의 경우 18~160 ng/mL이다.

## 같이 보기
- 철
- 결합 단백질
- 헴단백질
- 철-황 단백질
- 비헴 철 단백질